# 6-Stunden-Rennen von Pergusa 1979

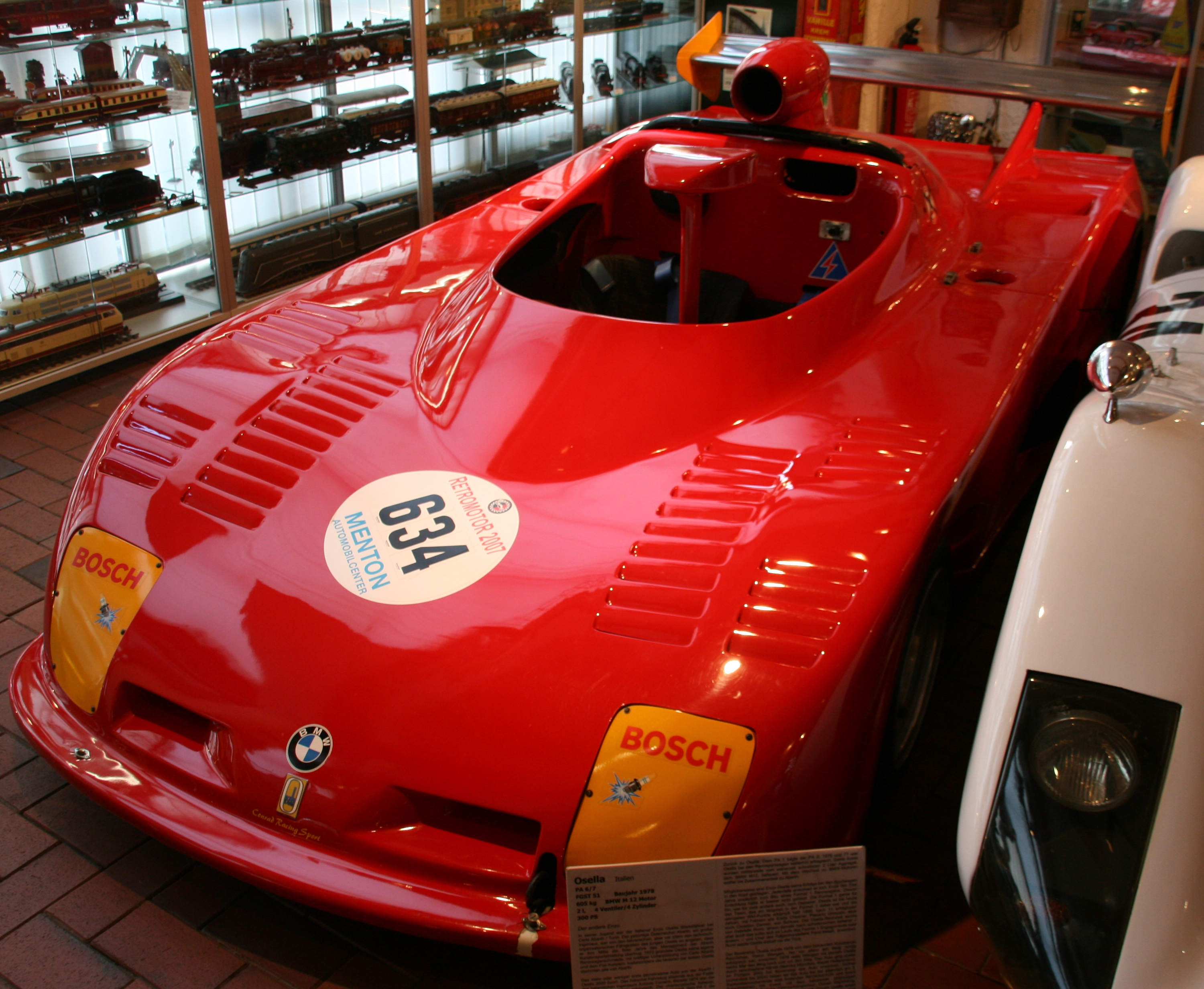
Osella PA7

Das 6-Stunden-Rennen von Pergusa 1979, auch 19. Coppa Florio, Autodromo Pergusa, fand am 24. Juni auf dem Autodromo di Pergusa statt und war der zehnte Wertungslauf der Sportwagen-Weltmeisterschaft dieses Jahres.

## Das Rennen
Auch der Weltmeisterschaftslauf in Pergusa zeigte anhand der Teilnehmerzahl den Niedergang der Sportwagen-Weltmeisterschaft. Nur ein Werkswagen war gemeldet, nachdem fast alle Porsche-Teams auf eine Teilnahme verzichtet hatten. Der Werks-Lancia Beta Montecarlo Turbo wurde diesmal von Riccardo Patrese und Carlo Facetti gefahren, die das Fahrzeug nach einigen Boxenstopps, die durch Getriebeprobleme notwendig wurden, an die zweite Stelle der Gesamtwertung fuhren. Trotz der geringen Teilnehmerzahl ging das Rennen in die Geschichte der Weltmeisterschaft ein, da zum ersten Mal eine Frau einen Meisterschaftslauf gewann. Lella Lombardi siegte mit Partner Enrico Grimaldi im Osella PA7.

## Ergebnisse

### Schlussklassement
| 1                  | S     | 33 | Scuderia Torino Corse | Lella Lombardi Enrico Grimaldi                 | Osella PA7                   | 184 |
| 2                  | Gr. 5 | 11 | ASA Corsa Marche 38   | Riccardo Patrese Carlo Facetti                 | Lancia Beta Montecarlo Turbo | 179 |
| 3                  | Gr. 5 | 4  | Lubrifilm Racing      | Angelo Pallavicini Marco Vanoli                | Porsche Carrera RSR          | 177 |
| 4                  | S     | 34 | Ecurie Cedac          | Daniel Brillat Jean-Pierre Aeschlimann         | Cheetah G601                 | 176 |
| 5                  | Gr. 5 | 1  | Felice Besenzoni      | Felice Besenzoni Luciano Dal Ben               | Ferrari 308 GTB              | 173 |
| 6                  | S     | 38 | Jacono Veninata       | Vito Veninata Giovanni Cascone                 | Osella PA6                   | 170 |
| 7                  | Gr. 5 | 16 | Punzo                 | E. de Franchis Salvatore Gagliano Sergio Punzo | Ford Escort 1600             | 160 |
| 8                  | S     | 36 | Ateneo                | Marco de Bartoli Giampaolo Ceraolo             | Osella PA6                   | 143 |
| Ausgefallen        |       |    |                       |                                                |                              |     |
| 9                  | Gr. 5 | 2  | Carlo Pietromarchi    | Maurizio Micangeli Carlo Pietromarchi          | De Tomaso Pantera            | 63  |
| 10                 | Gr. 5 | 15 | Giuseppe Piazzi       | Giuseppe Piazzi Renzo Zorzi Stanislao Sterzel  | Fiat X1/9                    | 47  |
| 11                 | Gr. 5 | 6  | Ecurie Biennoise      | Enzo Calderari Willi Spavetti Rolf Maritz      | Porsche Carrera RSR          | 43  |
| 12                 | Gr. 5 | 12 | Scuderia Ateneo       | Luigi Moreschi Mario Casoni Eugenio Renna      | BMW 320i                     | 38  |
| Nicht gestartet    |       |    |                       |                                                |                              |     |
| 13                 | S     | 31 | Scuderia Ateneo       | Mario Casoni Eugenio Renna Luigi Moreschi      | Osella PA7                   | 1   |
| 14                 | S     | 35 | Girolama Caci         | Girolama Caci Mario Tropia                     | Chevron B23                  | 2   |
| Nicht qualifiziert |       |    |                       |                                                |                              |     |
| 15                 | Gr. 5 | 17 |                       | Ugo Gerbino Cicero                             | Ford Escort RS               | 3   |

1 nicht gestartet
2 nicht gestartet
3 nicht gestartet

### Nur in der Meldeliste
Hier finden sich Teams, Fahrer und Fahrzeuge, die ursprünglich für das Rennen gemeldet waren, aber aus den unterschiedlichsten Gründen daran nicht teilnahmen.
| Pos. | Klasse | Nr. | Team          | Fahrer                         | Chassis             |
| ---- | ------ | --- | ------------- | ------------------------------ | ------------------- |
| 16   | GT     |     | Kenneth Leim  | Kenneth Leim Kurt Simonsen     | Porsche 934         |
| 17   | GR. 5  |     | Kurt Simonsen | Mario Luini Kurt Simonsen      | Porsche Carrera RSR |
| 18   | Gr. 5  |     |               | Alfonso Merendino Angelo Siino | Ford Escort         |
| 19   | Gr. 5  |     |               | Tomas Giuseppe Accardo         | Fiat X1/9           |
| 20   | Gr. 5  |     |               | Hubert Striebig Alain Cudini   | TOJ                 |
| 21   | S      |     | Torino Corse  | Gerardo Vatielli Enzo Coloni   | Osella PA6          |

### Klassensieger
| Klasse | Fahrer           | Fahrer          | Fahrzeug                     | Platzierung im Gesamtklassement |
| ------ | ---------------- | --------------- | ---------------------------- | ------------------------------- |
| S      | Lella Lombardi   | Enrico Grimaldi | Osella PA7                   | Gesamtsieg                      |
| Gr. 5  | Riccardo Patrese | Carlo Facetti   | Lancia Beta Montecarlo Turbo | Rang 2                          |

### Renndaten
- Gemeldet: 21
- Gestartet: 12
- Gewertet: 8
- Rennklassen: 2
- Zuschauer: 8000
- Wetter am Renntag: warm und trocken
- Streckenlänge: 4,719 km
- Fahrzeit des Siegerteams: 6:01:35,600 Stunden
- Gesamtrunden des Siegerteams: 184
- Gesamtdistanz des Siegerteams: 910,800 km
- Siegerschnitt: 151,131 km/h
- Pole Position: Riccardo Patrese – Lancia Beta Montecarlo Turbo (#11) – 1:39,320 = 179,420 km/h
- Schnellste Rennrunde: Lella Lombardi – Osella PA7 (#33) – 1:42,500 = 173,854 km/h
- Rennserie: 10. Lauf zur Sportwagen-Weltmeisterschaft 1979